# Mel Carnahan
Pour les articles homonymes, voir Carnahan.
Melvin Eugene Carnahan dit Mel Carnahan, né le 11 février 1934 à Birch Tree (États-Unis) et mort le 16 octobre 2000 près de Goldman (en) (États-Unis), est un homme politique américain. 
Membre du Parti démocrate, il est le 51e gouverneur du Missouri de 1993 à sa mort dans un accident d'avion en 2000. 

## Biographie

### Famille
Mel Carnahan est né à Birch Tree dans la région des monts Ozarks et grandit dans une ferme d'Ellsinore avec son seul frère, Robert Eldon "Bob" Carnahan, de huit ans son aîné. Il est le fils de Mary Kathel Schupp (1895-1981) et Albert S.J. Carnahan (1897-1968), deux enseignants. Lorsqu'en 1944 son père est élu à la Chambre des représentants des États-Unis pour le 8ème district congressionnel du Missouri, la famille déménage à Washington, D.C.. En 1947, après l'échec d'Albert S.J. Carnahan à sa réélection face à Parke M. Banta (en), elle retourne dans le Missouri. Quand il retrouve son siège au Congrès en 1949, la famille emménage une nouvelle fois dans la capitale américaine. 
Le 12 juin 1954, il épouse son ancienne camarade de lycée Jean Carpenter à Washington, D.C.. 4 enfants (tous avocats comme leur père) naissent de leur union : Roger, Robin (en), Russ et Tom. 

### Études
En 1952, il obtient son High school diploma (équivalent du bac) à l'Anacostia High School (en) de Washington, D.C.. En 1954, il reçoit un Bachelor of Arts en administration des affaires de l'université George-Washington. En 1959, la faculté de droit (en) de l'université du Missouri à Columbia lui décerne un Juris Doctor. 

### Carrière militaire
Il rejoint l'US Air Force pendant la guerre de Corée. Échouant aux tests physiques pour devenir pilote de chasse, il est finalement affecté à l'Office of Special Investigations en tant qu'agent spécial et termine sa carrière militaire au grade de premier lieutenant. 

### Carrière politique

#### Représentant de Rolla
La carrière politique de Mel Carnahan débute en 1960 lorsqu'il est élu juge municipal de Rolla. Deux ans plus tard, il est élu comme représentant du comté de Phelps à la Chambre du Missouri (en) et y effectue deux mandats. En 1966, il échoue à se faire élire au Sénat du Missouri et devient avocat. 

#### Trésorier du Missouri

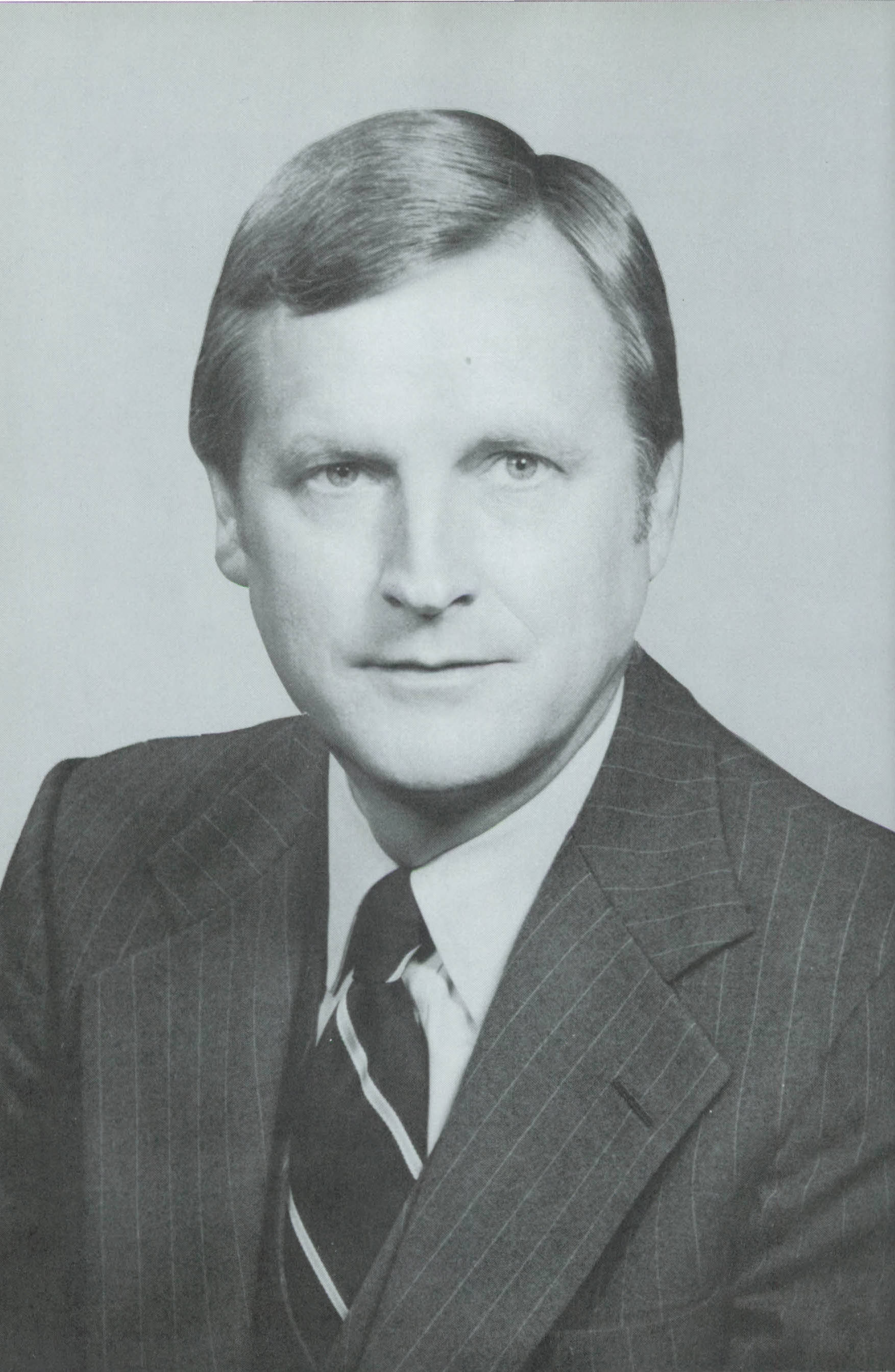
Mel Carnahan en tant que en 1981.

En 1980, Mel Carnahan est élu trésorier d'État du Missouri (en), une position qu'il occupe de 1981 à 1985. En 1984, il risque sa carrière politique en prenant publiquement position contre deux amendements, un autorisant les paris mutuels et l'autre instaurant une loterie d'État (en). La même année, il est candidat malheureux à l'investiture démocrate pour le poste de gouverneur du Missouri, n'obtenant que 20,27 % des suffrages exprimés contre 56,05 % pour son rival, le lieutenant-gouverneur Ken Rothman (en) qui perd finalement l'élection gouvernorale (en) contre le procureur général de l'État (en) John Ashcroft. 

#### Gouverneur du Missouri
En 1988, Mel Carnahan remporte l'élection du lieutenant-gouverneur du Missouri (en) avec 51,81 % des suffrages exprimés (contre 47,06 % pour son principal adversaire, le républicain R.B. Grisham), poussant ainsi le gouverneur républicain John Ashcroft à une forme de cohabitation. Il lui succède en 1993 après avoir largement battu le procureur général de l'État (en) William L. Webster (en) lors de l'élection gouvernorale de 1992 (en). Candidat à sa réélection en 1996, il l'obtient facilement 
Durant ses 7 années passées à la tête du Missouri, il augmente le nombre de lit dans les prisons, débloque un budget de 900 000 dollars pour aider les femmes à trouver des alternatives à l'avortement, s'oppose à une loi restreignant le recours à l'IVG et au port d'arme cachée, augmente les impôts pour financer les écoles publiques à hauteur de 315 millions de dollars et fait adopter un plan visant à étendre considérablement la couverture d'assurance maladie des enfants. 

##### Peine de mort
Ardent partisan de la peine capitale, 38 condamnés à mort sont exécutés durant ses deux mandats (c'est plus que pour n'importe quel autre gouverneur américain sur la même période, exception faite de celui du Texas). Le 28 janvier 1999, il accorde cependant sa clémence à l'un d'entre eux (Darrell Mease, auteur d'un triple homicide en 1988) à la demande du pape Jean-Paul II en visite à Saint-Louis la veille. Ce geste, particulièrement impopulaire, lui vaudra de nombreuses critiques.  
Par ailleurs, un autre condamné à mort (William Boliek) échappe à son exécution en raison d'un sursis (en) accordé par Carnahan le 25 août 1997 et rédigé de sorte que seul lui puisse revenir dessus (ce qui n'est plus possible depuis sa mort en 2000). Cette situation frustre particulièrement la famille de la victime (Jody Harless, assassinée en 1983). 

#### Candidature au Sénat des États-Unis

##### Campagne initiale
Après deux mandats de gouverneur, il se porte candidat aux élections sénatoriales de 2000 face au républicain sortant John Ashcroft. Sa candidature est perçue comme l'un des principaux espoirs des démocrates pour conquérir un siège républicain lors de ces élections. La campagne électorale est particulièrement rude et Mel Carnahan voyage dans tout le Missouri pour rencontrer le peuple et acquérir de nouveaux soutiens. 

##### Accident d'avion
Le 16 octobre 2000, soit trois semaines avant le scrutin, le Cessna 335 dans lequel se trouve Carnahan s'écrase, par temps pluvieux et brumeux, sur une colline boisée près de Goldman (en), à seulement 56 kilomètres au sud-ouest de Saint-Louis où le dernier débat présidentiel entre George W. Bush et Al Gore est censé se dérouler le lendemain. Les trois personnes à bord de l'appareil (Mel Carnahan, son directeur de campagne Christopher "Chris" Dale Sifford et son fils Roger, le pilote) décèdent lors de l'accident. 
Le 5 juin 2002, le NTSB publie son rapport sur l'accident et pointe comme cause probable de ce dernier l'incapacité du pilote à manœuvrer correctement l'avion en raison d'une désorientation spatiale provoquée par une défaillance de l'horizon artificiel.

##### Élection posthume
En raison de l'imminence du scrutin, la loi électorale du Missouri impose que les bulletins restent à son nom bien qu'il soit décédé. Ses équipes de campagne choisissent sa veuve Jean pour être le candidat démocrate officieux. Le nouveau gouverneur Roger B. Wilson (en) promet de la nommer au Sénat des États-Unis si le siège de Mel Carnahan devenait vacant à la suite de sa victoire aux élections.  
Durant plusieurs semaines, les partisans de Carnahan continuent de faire campagne avec le slogan « Je suis toujours avec Mel ». 
Le 7 novembre 2000, il est élu à titre posthume au Sénat, une première dans l'histoire américaine. Sa femme prend son siège le 3 janvier 2001 mais ne l'occupe pas durant l'intégralité du mandat (6 ans). En effet, la loi électorale du Missouri prévoit dans ce genre de situations exceptionnelles la tenue d'une élection spéciale (en), qu'elle perd (avec moins de 22 000 voix d'écart) face au républicain Jim Talent le 5 novembre 2002. 

### Note
1. ↑  63 condamnés à mort sont exécutés en Virginie mais sous trois gouverneurs différents (Douglas Wilder, George Allen, Jr. et Jim Gilmore)